# سالو (غذا)

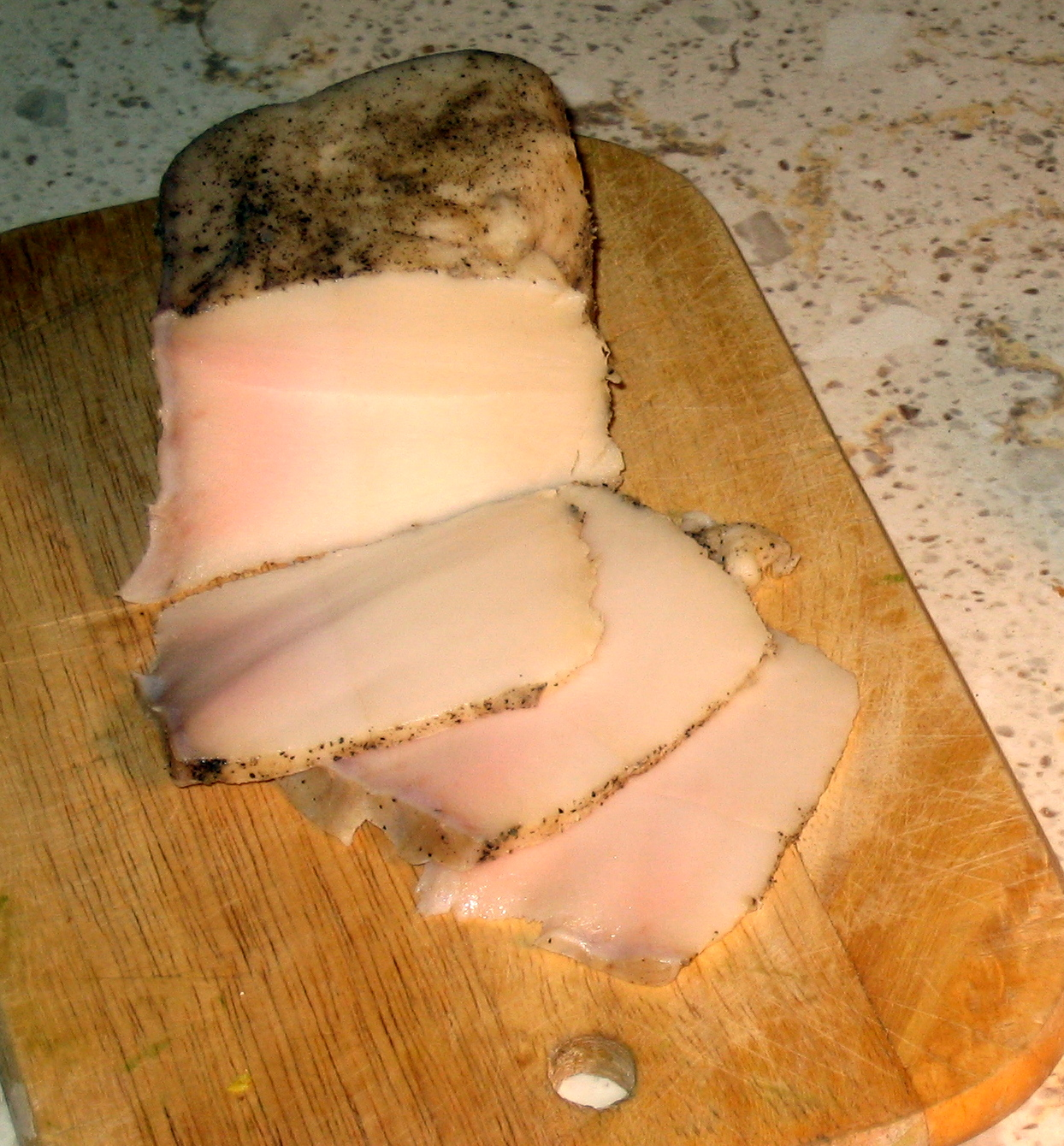

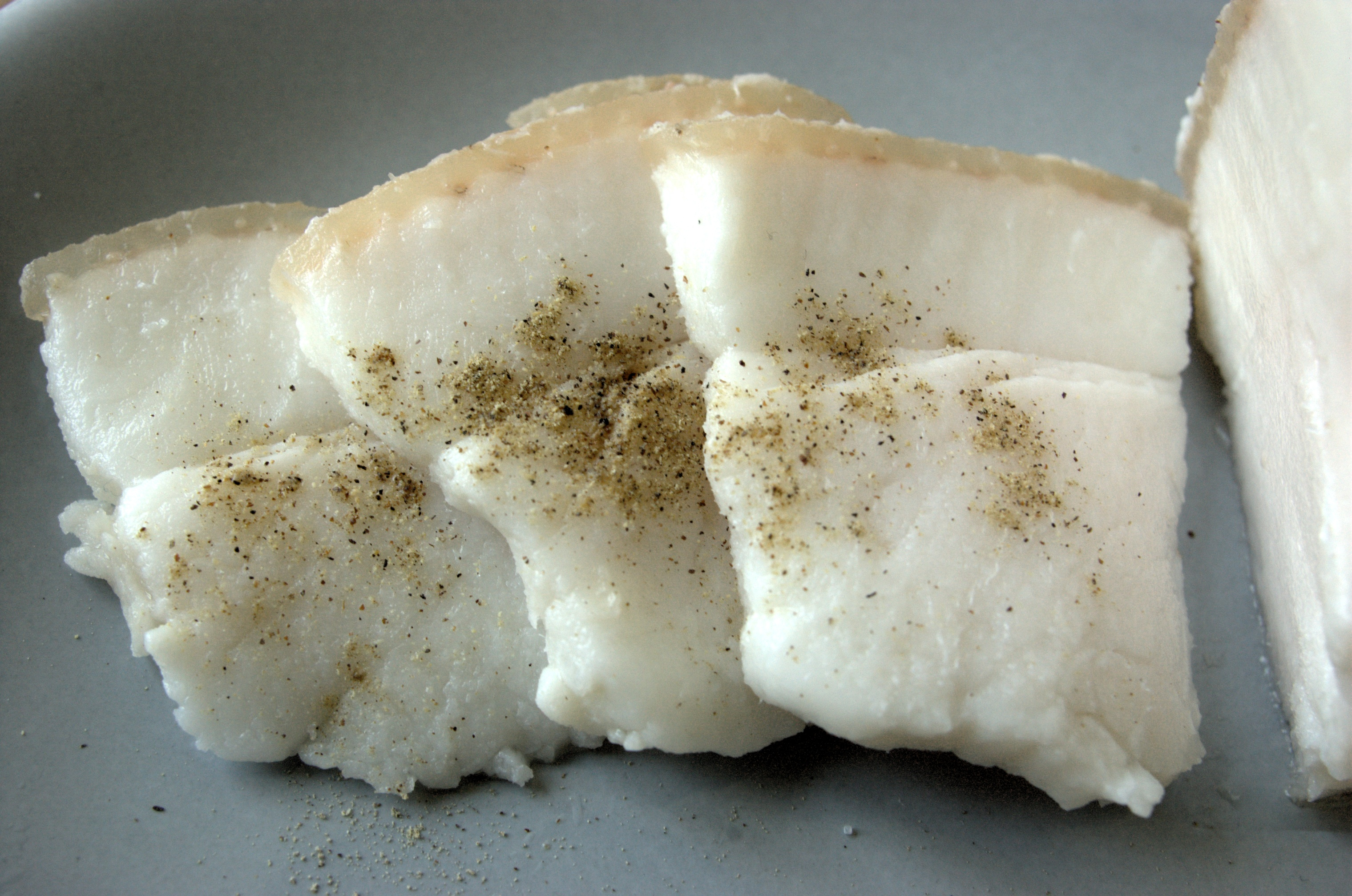

سالو یا اِسلانینا (روسی و اوکراینی: сало، مجاری: szalonna, لهستانی: słonina, رومانیایی: slănină، چکی و اسلواکی: slanina، بلغاری، صربی و کرواتی: сланина و لیتوانیایی: lašiniai) چربی پشت کمر یا زیر شکم خوک در اروپای شرقی است که معمولاً با نمک خشک یا آب نمک پرورده می‌شود. انواع اسلاوی شرقی، مجاری و رومانیایی گاهی با پاپریکا یا چاشنی‌های دیگر پرورده و نوع اسلاوی جنوبی و غربی اغلب دودی می‌شود. معادل سالا در دیگر نقاط دنیا چربی خوک و بیکن یا پی گوسفند سرخ‌شده در خاورمیانه و آسیای مرکزی است.